# Ким, Антон Петрович
Антон Петрович Ким (1922, Хабаровский район, Хабаровский край — март 1944, Кукушкино, Крымская АССР) — советский патриот, подпольщик. Командир диверсионной группы в период немецко-румынской оккупации Крыма в 1943—1944 годах. Именем героя названа улицы в посёлке Раздольное и в селе Славянское.

## Биография
Ким Антон Петрович родился в 1922 году в Хабаровском уезде Дальневосточной республики. До войны проживал в Ак-Шеихском (с декабря 1944 — Раздольненском) районе Крымской АССР. Член ВЛКСМ.
В Севастополе, где служил лётчиком старший брат Александр, Антон работал на заводе никелировщиком и учился в вечерней школе. Перед войной Александр ушел в запас и стал работать в ЦСУ Ак-Шеихского района, куда семья и переехала на постоянное место жительства. После оккупации Крыма фашистами, Антон попал в лагерь для отправки на работы в Германию, откуда сбежал и добрался к семье. В это время Александр перевез семью в село Садырь (ныне Славянское), где работал заведующим молочным пунктом и по заданию командования ожидал связного для начала подпольной работы. Антон — член подпольной организации в деревне Садыр, организованной его братом Александром Кимом.
С ноября 1943 года Антон — участник партизанского объединённого отряда им. Чапаева № 1.
Деятельность подпольщиков усилилась по мере приближения фронта. При военном совете 51-й армии 4-го Украинского фронта, которая освобождала Крым, работой с подпольщиками и заброской диверсионно-разведывательных формирований занималась оперативная группа партизанского движения, командир майор Ш. Б. Чернянский. В октябре 1943 года оперативная группа партизанского движения при военном совете 51-й армии перебросила в северную часть Крыма из числа резерва расформированного отряда имени Богдана Хмельницкого Ивановского района Запорожской области организаторскую группу в составе командира Степана Андреевича Гусева, комиссара Владимира Петровича Зоркина, начальника штаба Ивана Васильевича Шибаева. Через местного жителя И. В. Сытниченко им удалось связаться с Александром Петровичем Кимом — организатором подполья в Ак-Шейхском (Раздольненском) районе. В короткий срок была проведена работа по созданию партизанских отрядов в северной части Крыма.
Александр Петрович Ким был комиссаром, а Антон — участником партизанского отряда им. Чапаева. Группа базировалась на Славянском молокопункте. Помощниками Александра были брат Антон и Григорий Руденко из села Стерегущего, работники пункта А. Маслова и В. Озерова. Антон Ким был командиром диверсионно-подрывной группы «Спартак». Он дважды пробирался на лодке через залив за линию фронта, отвозил разведданные начальнику опергруппы Ш. Чернянскому. Назад возвращался с оружием и боеприпасами. Лодки встречали в условленном месте партизаны М. Гречихин, М. Корж, Г. Клименко. Февраль 1944 года стал роковым для многих партизан. Александр Ким и Григорий Руденко были арестованы и находились в застенках жандармерии Новосёловского.
В марте 1944 года, выданный немцам сельским старостой Жарко, Антон погиб в перестрелке с облавой при выполнении задания в деревне Кукуш (ныне Кукушкино) Ак-Шеихского района. При нём была подложная книжка красноармейца на другую фамилию. Местные жители сделали вид, что не опознали труп, мать Антона Кима Екатерина Хван заявила, что не знает кто это. Но приехавший из деревни Бай-оглы Кипчаки Жарко доложил гестаповцам, прибывшим на погранпост, что, несмотря на удостоверение личности, это — Ким Антон, и его сын учился с ним в одном классе. Позднее ночью подпольщики выкрали труп Кима со двора комендатуры, но из-за поднявшейся тревоги далеко отнести не смогли и прикопали в старом окопе.
Во время боя Антона с облавой, Александр Ким находился под арестом в гестапо, но прямых улик на него не было и его могли выпустить. После опознания тела Антона Кима Александр, как брат партизана был переведён концлагерь и казнён, тело сброшено в колодец.
После освобождения в апреле района была проведена эксгумация тела Антона: «В половине апреля 1944 года, мне, как самому близкому к семье Кимов, штаб поручил организовать похороны Кима А. Майор Чернянский предупредил меня, что как снимется верхний слой земли и покажется труп, раскопки могилы до его приезда прекратить. Так мы и сделали. Вскоре приехал майор, и мы продолжили работу. И вот показался кожушок, которым было прикрыто лицо Кима. Так майор убедился в правильности выполнения задания, донесенного на Большую Землю. Захоронение трупа производили при многих партизанах. Труп переложили в гроб, обитый красной материей, майор произнес речь о заслугах комсомольца, и гроб опустили в могилу. Прогремел салют, установили небольшую мемориальную доску с вмонтированной фотографией. И мы все поклялись отомстить фашистам за гибель товарища»
Похоронен в братской могиле в селе Стерегущее Раздольненского района Крымской области.
Справка Опергруппы при ВС 51-й армии.
«Дана тов. Ким (Хван) Екатерине в том, что её сын Антон Петрович Ким действительно состоял на службе в штабе оперативной группы партизанского движения при военном совете 51-й армии в должности командира диверсионно-подрывной группы с 2.XII-1943 по 28 февраля 1944 года. Погиб при выполнении боевого приказа командования оперативной группы».

## Память
- Братская могила советских пограничников, подпольщиков и памятный знак воинам-односельчанам погибших в годы Великой Отечественной войны (скульптор Н. И. Смуругов) в селе Стерегущем — объект культурного наследия регионального значения  Объект культурного наследия народов РФ регионального значения. Рег. № 911710919780005 (ЕГРОКН)
- Мемориальная надпись: «рядовой Голощаков Иван Кириллович 1921 — 31.05.1944 партизан Ким Антон Петрович — 31.05.1944 партизан Руденко Григорий Алексеев Т. И. Новиков»
- Ещё один памятный знак - пятиконечная звезда Памятный знак в честь комсомольца-подпольщика А. Кима установлен в поле в Раздольненском районе 45°46′12″ с. ш. 33°40′05″ в. д.HGЯO Мемориальная надпись: «Поле имени комсомольца--подпольщика Антона Кима, погибшего от рук немецко-фашистских оккупантов в годы Великой Отечественной войны.»[1]
- 6 мая 1965 года решением исполкома Раздольненского поселкового совета улица Восточная посёлка Раздольное переименована в улицу им. Антона Кима[5].
- Именем А. Кима также названа улица в селе Славянское Раздольненского района[6].

- В 1998 году Ассоциация корейцев Крыма «Корё» учредила премию имени Антона Кима за вклад в развитие корейской культуры.